# Herbert Lindner (Unternehmer)
Herbert Lindner (* 11. Juni 1892 in Hermsdorf; † 30. März 1944 in Berlin-Wittenau) war ein deutscher Unternehmer und Erfinder.

## Leben und Wirken
Lindner wuchs auf dem väterlichen Gut in Westpreußen auf und absolvierte dort eine Schlosserlehre. Kurz vor Beginn des Ersten Weltkrieges eröffnete er in Berlin eine Schlosserei.
1918 wandte er sich dann dem Maschinenbau zu und gründete ein auf diesen Industriezweig ausgerichtetes Unternehmen. Insbesondere produzierte er Anbauteile für Fräsmaschinen und Drehbänke sowie Werkzeuge zum Abziehen von Reibahlen. In seiner Erfinder- und Entwicklertätigkeit konzentrierte er sich bald auf Verfahren und Geräte zum Schleifen von Gewinden, die den älteren Fräsverfahren überlegen waren.
1926 verkaufte Lindners Unternehmen die ersten ausgereiften Gewindeschleifmaschinen. Es folgte die Entwicklung von Maschinen für spezielle Innen- und Außengewinde, etwa Trapezgewinde und Schnecken, oder Anwendungen, beispielsweise für die druckbeständige Verbindung von Rohren zur Erdölförderung. Auch eine patentierte Maschine zur Härteprüfung von Schleifscheiben wurde von Lindner entwickelt.
1932 ließ Lindner ein Werksgelände in Berlin-Wittenau errichten. 1933 führte er auf der Leipziger Messe ein Lehrenbohrwerk vor, das eine Bohrmaschine mit einem optischen Messgerät kombinierte, um die Genauigkeit zu erhöhen. Gemeinsam mit Otto Föppl und dessen Institut an der TH Braunschweig brachte er 1939 ein Verfahren zum Oberflächendrücken zu Anwendungsreife, das die Dauerfestigkeit von Gewinden verbesserte.
1944 heiratete Lindner in Berlin Erna Pfeiffer, von da an: Erna Lindner († 1970). Kurz darauf starb er an einem Herzanfall.

## Nachleben
Das Unternehmen Herbert Lindner bestand bis 1984 in Wittenau weiter. Nach dem Tod des Gründers übernahm seine Frau die Firmenführung. 1962 wurde das Unternehmen Teil des Offenbacher Schleifmaschineneherstellers MSO, 1964 der Maschinenfabrik Diedesheim und 1984 schließlich von Buderus. Buderus verlagerte den Betrieb aus Berlin an den Konzernsitz in Wetzlar, behielt den Namen Herbert Lindner aber vorläufig bei.